# Bibliotheca danica
|  | Bibliotheca Danica er en bogsamling med dansk litteratur på Universiteit van Amsterdam |
Bibliotheca danica er et trykt fælleskatalog, omfattende stort set alle danske bøger, småtryk og periodika trykt før 1830. Det blev udarbejdet under ledelse af Christian Bruun, og registre og supplement blev udarbejdet af Lauritz Nielsen. Det udkom i perioden 1877-1931. Værket blev genudgivet i 5 bind i 1961-1965.
Holger Ehrencron-Müller udarbejdede desuden en fortsættelse af værket der førte det op til 1840, samt inkluderede tryk fra Slesvig-Holsten.
I 1990'erne blev det indarbejdet i det Kongelige Biblioteks søgesystem Rex, værket er desuden digitaliseret og tilgængelig på det Kongelige Biblioteks hjemmeside.